# 한국연예제작자협회
한국연예제작자협회는 한국대중문화예술분야의 공연제작자, 공연주관자 등 전문업자간의 협력으로 대중문화 예술진흥 및 국민정서 함양에 기여함을 목적으로 1992년 5월 16일 설립된 대한민국 문화체육관광부 소관의 사단법인이다. 사무실은 서울특별시 마포구 월드컵북로58길 10 (상암동) 팬엔터테인먼트 사옥에 있다.

## 주요 사업
- 대중문화예술인 발굴 및 양성
- 대중문화예술을 통한 청소년 문화환경 조성
- 대중공연예술의 국내외 활동보장과 각종 침해에 대한 보호